# بالموشيا
بالموشيا هي بلدية في مقاطعة فرشيلي التابعة لإقليم بييمونتي الإيطالي، تقع على بعد حوالي 90 كيلومتر (56 ميل) إلى الشمال الشرقي من مدينة تورينو وحوالي 60 كيلومتر (37 ميل) إلى الشمال الغربي من فيرتشيلي، عند التقاء تيار سيرمينزا مع نهر سيزيا.
تقع بالموشيا على حدود البلديات التالية: بوتشيليتو، كرافاليانا، روسا، سكوبا، فوشا.